# Phaeohelotium trabinellum
Phaeohelotium trabinellum är en svampart som först beskrevs av Petter Adolf Karsten, och fick sitt nu gällande namn av Dennis 1971. Phaeohelotium trabinellum ingår i släktet Phaeohelotium och familjen Helotiaceae.  Artens status i Sverige är: Ej påträffad. Inga underarter finns listade i Catalogue of Life.